# Klofningar (bergstopp)
Klofningar är en bergstopp i republiken Island. Den ligger i regionen Suðurland, 110 km öster om huvudstaden Reykjavík. Toppen på Klofningar är 645 meter över havet.
Trakten runt Klofningar är nära nog obefolkad, med mindre än två invånare per kvadratkilometer. Det finns inga samhällen i närheten. Trakten runt Klofningar består i huvudsak av gräsmarker.